# The Wild Life
The Wild Life es una película estadounidense de 1984 dirigida por Art Linson y escrita por Cameron Crowe. Desarrollada como una especie de secuela del exitoso largometraje Fast Times at Ridgemont High, fue protagonizada por Chris Penn, Lea Thompson, Ilan Mitchell-Smith, Jenny Wright, Eric Stoltz, Rick Moranis, Hart Bochner y Randy Quaid. Edward Van Halen y Donn Landee se encargaron de componer la banda sonora.

## Sinopsis
Relata la historia de tres adolescentes que viven en los suburbios de Los Ángeles. Bill (Eric Stoltz) acaba de graduarse de la escuela secundaria y consiguió su primer apartamento. Su hermano menor Jim (Ilan Mitchell-Smith), obsesionado con Vietnam y la guerra, pasa mucho tiempo practicando con sus Nunchakus, drogándose, escuchando heavy metal en su radio y pasando el tiempo con el veterano de Vietnam Charlie (Randy Quaid). Otros personajes importantes incluyen a Tom (Chris Penn), un hedonista campeón de lucha libre de la escuela secundaria que trabaja con Bill en una bolera, Harry (Rick Moranis) un gerente de tienda de departamentos de moda, Anita (Lea Thompson), la exnovia de Bill que trabaja en una tienda de rosquillas, y Eileen (Jenny Wright), la amiga de Anita y la novia de Tommy que trabaja en la tienda de departamentos con Harry. Anita tiene una aventura con un policía llamado David (Hart Bochner). Los tres chicos se preparan para una noche de diversión y locura en un bar de estriptis y más tarde tienen una fiesta en el apartamento de Bill.

## Reparto
- Chris Penn - Tom Drake
- Eric Stoltz - Bill Conrad
- Jenny Wright - Eileen
- Lea Thompson - Anita
- Ilan Mitchell-Smith - Jim Conrad
- Brin Berliner - Tony
- Rick Moranis - Harry
- Hart Bochner - David Curtiss
- Susan Blackstone - Donna
- Cari Anne Warder - Julie